# A világ végén
A világ végén (węg. Na końcu świata) – piętnasty album zespołu Bikini, wydany w 1999 roku na MC i CD.

## Lista utworów
1. „Telihold” (5:07)
2. „Tovább” (4:43)
3. „Népmese” (4:54)
4. „Parancs” (4:38)
5. „A bárányok hallgatnak” (3:26)
6. „Úgy hiányzik pár dolog” (5:23)
7. „Kedves dal” (6:25)
8. „Boldog vagyok” (4:34)
9. „Könnycsepp a mennyből” (4:47)
10. „Zuhanás” (5:42)
11. „A világ végén” (4:53)

## Skład
- Lajos D. Nagy (wokal)
- Alajos Németh (gitara basowa, instrumenty klawiszowe)
- Zsolt Daczi (gitara)
- Péter Gallai (wokal, instrumenty klawiszowe)
- Dénes Makovics (saksofon)
- Viktor Mihalik (instrumenty perkusyjne)